# Eleições presidenciais portuguesas de 2001 no distrito de Leiria
| Eleições presidenciais portuguesas de 2001 Distritos: Aveiro \| Beja \| Braga \| Bragança \| Castelo Branco \| Coimbra \| Évora \| Faro \| Guarda \| Leiria \| Lisboa \| Portalegre \| Porto \| Santarém \| Setúbal \| Viana do Castelo \| Vila Real \| Viseu \| Açores \| Madeira \| Estrangeiro |

## Resultados por Concelho
Os resultados nos concelhos do Distrito de Leiria foram os seguintes:

### Alcobaça
| Candidato               | Candidato                  | Votos  | %               |
| ----------------------- | -------------------------- | ------ | --------------- |
|                         | Jorge Sampaio              | 12 377 | 49,28 / 100,00  |
|                         | Joaquim Ferreira do Amaral | 11 100 | 44,20 / 100,00  |
|                         | Fernando Rosas             | 669    | 2,66 / 100,00   |
|                         | António Abreu              | 645    | 2,57 / 100,00   |
|                         | António Garcia Pereira     | 323    | 1,29 / 100,00   |
| Votos Inválidos         | Votos Inválidos            | 920    | 3,53 / 100,00   |
| Total                   | Total                      | 26 034 | 100,00 / 100,00 |
| Eleitorado/Participação | Eleitorado/Participação    | 47 825 | 54,44 / 100,00  |

### Alvaiázere
| Candidato               | Candidato                  | Votos | %               |
| ----------------------- | -------------------------- | ----- | --------------- |
|                         | Joaquim Ferreira do Amaral | 2 756 | 67,07 / 100,00  |
|                         | Jorge Sampaio              | 1 193 | 29,03 / 100,00  |
|                         | Fernando Rosas             | 68    | 1,65 / 100,00   |
|                         | António Garcia Pereira     | 51    | 1,24 / 100,00   |
|                         | António Abreu              | 41    | 1,00 / 100,00   |
| Votos Inválidos         | Votos Inválidos            | 89    | 2,12 / 100,00   |
| Total                   | Total                      | 4 198 | 100,00 / 100,00 |
| Eleitorado/Participação | Eleitorado/Participação    | 7 861 | 53,40 / 100,00  |

### Ansião
| Candidato               | Candidato                  | Votos  | %               |
| ----------------------- | -------------------------- | ------ | --------------- |
|                         | Joaquim Ferreira do Amaral | 3 760  | 54,37 / 100,00  |
|                         | Jorge Sampaio              | 2 847  | 41,17 / 100,00  |
|                         | Fernando Rosas             | 130    | 1,88 / 100,00   |
|                         | António Abreu              | 92     | 1,33 / 100,00   |
|                         | António Garcia Pereira     | 87     | 1,26 / 100,00   |
| Votos Inválidos         | Votos Inválidos            | 169    | 2,39 / 100,00   |
| Total                   | Total                      | 7 085  | 100,00 / 100,00 |
| Eleitorado/Participação | Eleitorado/Participação    | 12 403 | 57,12 / 100,00  |

### Batalha
| Candidato               | Candidato                  | Votos  | %               |
| ----------------------- | -------------------------- | ------ | --------------- |
|                         | Joaquim Ferreira do Amaral | 3 997  | 56,51 / 100,00  |
|                         | Jorge Sampaio              | 2 770  | 39,16 / 100,00  |
|                         | Fernando Rosas             | 133    | 1,88 / 100,00   |
|                         | António Garcia Pereira     | 97     | 1,37 / 100,00   |
|                         | António Abreu              | 76     | 1,07 / 100,00   |
| Votos Inválidos         | Votos Inválidos            | 258    | 3,51 / 100,00   |
| Total                   | Total                      | 7 331  | 100,00 / 100,00 |
| Eleitorado/Participação | Eleitorado/Participação    | 11 940 | 61,40 / 100,00  |

### Bombarral
| Candidato               | Candidato                  | Votos  | %               |
| ----------------------- | -------------------------- | ------ | --------------- |
|                         | Jorge Sampaio              | 2 871  | 50,49 / 100,00  |
|                         | Joaquim Ferreira do Amaral | 2 416  | 42,49 / 100,00  |
|                         | António Abreu              | 200    | 3,52 / 100,00   |
|                         | Fernando Rosas             | 127    | 2,23 / 100,00   |
|                         | António Garcia Pereira     | 72     | 1,27 / 100,00   |
| Votos Inválidos         | Votos Inválidos            | 161    | 2,75 / 100,00   |
| Total                   | Total                      | 5 847  | 100,00 / 100,00 |
| Eleitorado/Participação | Eleitorado/Participação    | 11 858 | 49,31 / 100,00  |

### Caldas da Rainha
| Candidato               | Candidato                  | Votos  | %               |
| ----------------------- | -------------------------- | ------ | --------------- |
|                         | Jorge Sampaio              | 9 116  | 48,65 / 100,00  |
|                         | Joaquim Ferreira do Amaral | 8 240  | 43,97 / 100,00  |
|                         | Fernando Rosas             | 589    | 3,14 / 100,00   |
|                         | António Abreu              | 498    | 2,66 / 100,00   |
|                         | António Garcia Pereira     | 295    | 1,57 / 100,00   |
| Votos Inválidos         | Votos Inválidos            | 549    | 2,84 / 100,00   |
| Total                   | Total                      | 19 287 | 100,00 / 100,00 |
| Eleitorado/Participação | Eleitorado/Participação    | 39 274 | 49,11 / 100,00  |

### Castanheira de Pera
| Candidato               | Candidato                  | Votos | %               |
| ----------------------- | -------------------------- | ----- | --------------- |
|                         | Jorge Sampaio              | 1 247 | 66,61 / 100,00  |
|                         | Joaquim Ferreira do Amaral | 521   | 27,83 / 100,00  |
|                         | António Abreu              | 45    | 2,40 / 100,00   |
|                         | Fernando Rosas             | 41    | 2,19 / 100,00   |
|                         | António Garcia Pereira     | 18    | 0,96 / 100,00   |
| Votos Inválidos         | Votos Inválidos            | 82    | 4,20 / 100,00   |
| Total                   | Total                      | 1 954 | 100,00 / 100,00 |
| Eleitorado/Participação | Eleitorado/Participação    | 3 632 | 53,80 / 100,00  |

### Figueiró dos Vinhos
| Candidato               | Candidato                  | Votos | %               |
| ----------------------- | -------------------------- | ----- | --------------- |
|                         | Joaquim Ferreira do Amaral | 1 938 | 50,80 / 100,00  |
|                         | Jorge Sampaio              | 1 689 | 44,27 / 100,00  |
|                         | Fernando Rosas             | 90    | 2,26 / 100,00   |
|                         | António Garcia Pereira     | 50    | 1,31 / 100,00   |
|                         | António Abreu              | 48    | 1,26 / 100,00   |
| Votos Inválidos         | Votos Inválidos            | 115   | 2,93 / 100,00   |
| Total                   | Total                      | 3 930 | 100,00 / 100,00 |
| Eleitorado/Participação | Eleitorado/Participação    | 6 773 | 58,02 / 100,00  |

### Leiria
| Candidato               | Candidato                  | Votos  | %               |
| ----------------------- | -------------------------- | ------ | --------------- |
|                         | Joaquim Ferreira do Amaral | 25 181 | 50,50 / 100,00  |
|                         | Jorge Sampaio              | 21 720 | 43,56 / 100,00  |
|                         | Fernando Rosas             | 1 324  | 2,66 / 100,00   |
|                         | António Abreu              | 903    | 1,81 / 100,00   |
|                         | António Garcia Pereira     | 731    | 1,47 / 100,00   |
| Votos Inválidos         | Votos Inválidos            | 1 859  | 3,59 / 100,00   |
| Total                   | Total                      | 51 718 | 100,00 / 100,00 |
| Eleitorado/Participação | Eleitorado/Participação    | 94 673 | 54,63 / 100,00  |

### Marinha Grande
| Candidato               | Candidato                  | Votos  | %               |
| ----------------------- | -------------------------- | ------ | --------------- |
|                         | Jorge Sampaio              | 8 323  | 59,48 / 100,00  |
|                         | Joaquim Ferreira do Amaral | 2 928  | 20,92 / 100,00  |
|                         | António Abreu              | 1 924  | 13,75 / 100,00  |
|                         | Fernando Rosas             | 563    | 4,02 / 100,00   |
|                         | António Garcia Pereira     | 255    | 1,82 / 100,00   |
| Votos Inválidos         | Votos Inválidos            | 459    | 3,17 / 100,00   |
| Total                   | Total                      | 14 452 | 100,00 / 100,00 |
| Eleitorado/Participação | Eleitorado/Participação    | 29 041 | 49,76 / 100,00  |

### Nazaré
| Candidato               | Candidato                  | Votos  | %               |
| ----------------------- | -------------------------- | ------ | --------------- |
|                         | Jorge Sampaio              | 3 453  | 60,65 / 100,00  |
|                         | Joaquim Ferreira do Amaral | 1 702  | 29,90 / 100,00  |
|                         | António Abreu              | 231    | 4,06 / 100,00   |
|                         | Fernando Rosas             | 216    | 3,79 / 100,00   |
|                         | António Garcia Pereira     | 91     | 1,60 / 100,00   |
| Votos Inválidos         | Votos Inválidos            | 166    | 2,84 / 100,00   |
| Total                   | Total                      | 5 859  | 100,00 / 100,00 |
| Eleitorado/Participação | Eleitorado/Participação    | 13 089 | 44,76 / 100,00  |

### Óbidos
| Candidato               | Candidato                  | Votos | %               |
| ----------------------- | -------------------------- | ----- | --------------- |
|                         | Jorge Sampaio              | 2 575 | 57,27 / 100,00  |
|                         | Joaquim Ferreira do Amaral | 1 640 | 36,48 / 100,00  |
|                         | António Abreu              | 135   | 3,00 / 100,00   |
|                         | Fernando Rosas             | 102   | 2,27 / 100,00   |
|                         | António Garcia Pereira     | 44    | 0,98 / 100,00   |
| Votos Inválidos         | Votos Inválidos            | 118   | 2,56 / 100,00   |
| Total                   | Total                      | 4 614 | 100,00 / 100,00 |
| Eleitorado/Participação | Eleitorado/Participação    | 9 514 | 48,50 / 100,00  |

### Pedrógão Grande
| Candidato               | Candidato                  | Votos | %               |
| ----------------------- | -------------------------- | ----- | --------------- |
|                         | Joaquim Ferreira do Amaral | 1 278 | 55,23 / 100,00  |
|                         | Jorge Sampaio              | 934   | 40,36 / 100,00  |
|                         | Fernando Rosas             | 49    | 2,12 / 100,00   |
|                         | António Garcia Pereira     | 27    | 1,17 / 100,00   |
|                         | António Abreu              | 26    | 1,12 / 100,00   |
| Votos Inválidos         | Votos Inválidos            | 77    | 3,22 / 100,00   |
| Total                   | Total                      | 2 391 | 100,00 / 100,00 |
| Eleitorado/Participação | Eleitorado/Participação    | 4 213 | 56,75 / 100,00  |

### Peniche
| Candidato               | Candidato                  | Votos  | %               |
| ----------------------- | -------------------------- | ------ | --------------- |
|                         | Jorge Sampaio              | 5 952  | 59,65 / 100,00  |
|                         | Joaquim Ferreira do Amaral | 3 139  | 31,46 / 100,00  |
|                         | António Abreu              | 495    | 4,96 / 100,00   |
|                         | Fernando Rosas             | 256    | 2,57 / 100,00   |
|                         | António Garcia Pereira     | 136    | 1,36 / 100,00   |
| Votos Inválidos         | Votos Inválidos            | 297    | 2,89 / 100,00   |
| Total                   | Total                      | 10 275 | 100,00 / 100,00 |
| Eleitorado/Participação | Eleitorado/Participação    | 22 612 | 45,44 / 100,00  |

### Pombal
| Candidato               | Candidato                  | Votos  | %               |
| ----------------------- | -------------------------- | ------ | --------------- |
|                         | Joaquim Ferreira do Amaral | 10 903 | 53,17 / 100,00  |
|                         | Jorge Sampaio              | 8 659  | 42,23 / 100,00  |
|                         | Fernando Rosas             | 409    | 1,99 / 100,00   |
|                         | António Abreu              | 272    | 1,33 / 100,00   |
|                         | António Garcia Pereira     | 262    | 1,28 / 100,00   |
| Votos Inválidos         | Votos Inválidos            | 514    | 2,45 / 100,00   |
| Total                   | Total                      | 21 019 | 100,00 / 100,00 |
| Eleitorado/Participação | Eleitorado/Participação    | 45 560 | 46,13 / 100,00  |

### Porto de Mós
| Candidato               | Candidato                  | Votos  | %               |
| ----------------------- | -------------------------- | ------ | --------------- |
|                         | Joaquim Ferreira do Amaral | 5 306  | 48,00 / 100,00  |
|                         | Jorge Sampaio              | 5 128  | 46,39 / 100,00  |
|                         | Fernando Rosas             | 251    | 2,27 / 100,00   |
|                         | António Abreu              | 229    | 2,07 / 100,00   |
|                         | António Garcia Pereira     | 140    | 1,27 / 100,00   |
| Votos Inválidos         | Votos Inválidos            | 381    | 3,33 / 100,00   |
| Total                   | Total                      | 11 435 | 100,00 / 100,00 |
| Eleitorado/Participação | Eleitorado/Participação    | 19 612 | 58,31 / 100,00  |